# Alessandro d'Assia
Alessandro d'Assia (nome completo Alexander Ludwig Georg Friedrich Emil Prinz von Hessen und bei Rhein; Darmstadt, 15 luglio 1823 – Darmstadt, 15 dicembre 1888) fu il capostipite della famiglia Battenberg, successivamente divenuta Mountbatten, e avo, tra i molti, del principe Filippo, duca di Edimburgo e di Juan Carlos di Spagna.

## Famiglia d'origine
Suo padre era Luigi II d'Assia, granduca d'Assia e del Reno dal 1830 al 1848, figlio maggiore del granduca Luigi I d'Assia e di sua moglie Luisa d'Assia-Darmstadt; sua madre era la principessa Guglielmina di Baden, figlia di Carlo Luigi di Baden e della principessa Amalia d'Assia-Darmstadt.

Era fratello di Luigi III d'Assia e di Maria Aleksandrovna, zarina di Russia.

## Biografia
Come giovane principe d'Assia, Alessandro seguì la tradizione militare della famiglia. Infatti servì nell'esercito russo, dove si distinse come soldato. Il fatto che la sorella fosse la moglie di Alessandro II di Russia, influì sulla sua carriera e fu insignito dell'Ordine di San Giorgio di 4ª classe.
La promettente carriera di Alessandro venne però bruscamente interrotta dal suo matrimonio. Infatti Alessandro si innamorò della contessa Julia von Hauke, dama di compagnia della sorella, figlia di Hans Moritz von Hauke e di sua moglie Sophie la Fontaine. Lo zar Alessandro aveva progettato per il cognato un matrimonio con la nipote; essendo venuto a conoscenza dei progetti del cognato, proibì il matrimonio. Alessandro si trasferì in Inghilterra per pensare al suo futuro, ma presto tornò a San Pietroburgo e fuggì con Julia. Si sposarono a Breslavia nel 1851.
Dopo il matrimonio tornarono in Assia, presso il fratello maggiore di Alessandro, Luigi III d'Assia, che ritenne insufficiente il rango della cognata, e quindi sancì che quello avvenuto era a tutti gli effetti un matrimonio morganatico. Julia venne creata contessa di Battenberg, dal nome dell'omonima cittadina. Successivamente venne elevata al rango di principessa, anche se i figli vennero esclusi dalla linea di successione al Granducato.
La coppia trascorse una vita tranquilla, stabilendosi presso Jugenheim nel castello Heiligenberg.

## Discendenza
Dal matrimonio nacquero cinque figli, i quali ereditarono il titolo e il cognome della madre:
- Maria (1852–1923), sposò nel 1872 Gustavo, conte di Erbach-Schönberg (d. 1908), con discendenza.
- Luigi (1854–1921), sposò nel 1884 la cugina principessa Vittoria d'Assia e del Reno (1863-1950) e nel 1917 rinunciò ai titoli tedeschi, venendo creato dal cugino Giorgio V del Regno Unito I marchese di Milford Haven.
- Alessandro (1857–1893), divenne il primo principe regnante di Bulgaria nel 1879, abdicò e prese il titolo di conte di Hartenau; sposò morganaticamente nel 1889 Johanna Loisinger (1865–1951), con discendenza.
- Enrico (1858–1896), sposò l'ultimogenita della regina Vittoria del Regno Unito, Beatrice di Sassonia-Coburgo-Gotha principessa di Gran Bretagna e Irlanda (1857–1944), con discendenza; nel 1917 divennero cittadini inglesi.
- Francesco Giuseppe (1861–1924), sposò nel 1897 Anna del Montenegro (1874–1971), senza discendenza.

## Antenati
|                                           |                                   |                                                                 | Genitori                                                              |  |  | Nonni |  |  | Bisnonni                              |  |  | Trisnonni                               |  |
|                                           |                                   |                                                                 |                                                                       |  |  |       |  |  | Luigi IX, Langravio d'Assia-Darmstadt |  |  | Luigi VIII, Langravio d'Assia-Darmstadt |  |
|                                           |                                   |                                                                 |                                                                       |  |  |       |  |  | Luigi IX, Langravio d'Assia-Darmstadt |  |  | Luigi VIII, Langravio d'Assia-Darmstadt |  |
|                                           |                                   | Contessa Carlotta di Hanau-Lichtenberg                          |                                                                       |  |  |       |  |  | Luigi IX, Langravio d'Assia-Darmstadt |  |  |                                         |  |
| Luigi I, Granduca d'Assia                 |                                   |                                                                 |                                                                       |  |  |       |  |  | Luigi IX, Langravio d'Assia-Darmstadt |  |  |                                         |  |
|                                           |                                   | Contessa Palatina Carolina di Zweibrücken                       | Cristiano III, Conte Palatino di Zweibrücken                          |  |  |       |  |  |                                       |  |  |                                         |  |
|                                           |                                   | Contessa Palatina Carolina di Zweibrücken                       | Cristiano III, Conte Palatino di Zweibrücken                          |  |  |       |  |  |                                       |  |  |                                         |  |
|                                           |                                   | Contessa Palatina Carolina di Zweibrücken                       | Contessa Carolina di Nassau-Saarbrücken                               |  |  |       |  |  |                                       |  |  |                                         |  |
| Luigi II, Granduca d'Assia                |                                   | Contessa Palatina Carolina di Zweibrücken                       |                                                                       |  |  |       |  |  |                                       |  |  |                                         |  |
|                                           |                                   | Langravio Giorgio Guglielmo d'Assia-Darmstadt                   | Luigi VIII, Langravio d'Assia-Darmstadt                               |  |  |       |  |  |                                       |  |  |                                         |  |
|                                           |                                   | Langravio Giorgio Guglielmo d'Assia-Darmstadt                   | Luigi VIII, Langravio d'Assia-Darmstadt                               |  |  |       |  |  |                                       |  |  |                                         |  |
|                                           |                                   | Langravio Giorgio Guglielmo d'Assia-Darmstadt                   | Contessa Carlotta di Hanau-Lichtenberg                                |  |  |       |  |  |                                       |  |  |                                         |  |
| Principessa Luisa d'Assia-Darmstadt       |                                   | Langravio Giorgio Guglielmo d'Assia-Darmstadt                   |                                                                       |  |  |       |  |  |                                       |  |  |                                         |  |
|                                           |                                   | Contessa Maria Luisa Albertina di Leiningen-Dagsburg-Falkenburg | Cristiano Carlo Reinardo di Leiningen-Dachsburg-Falkenburg-Heidesheim |  |  |       |  |  |                                       |  |  |                                         |  |
|                                           |                                   | Contessa Maria Luisa Albertina di Leiningen-Dagsburg-Falkenburg | Cristiano Carlo Reinardo di Leiningen-Dachsburg-Falkenburg-Heidesheim |  |  |       |  |  |                                       |  |  |                                         |  |
|                                           |                                   | Contessa Maria Luisa Albertina di Leiningen-Dagsburg-Falkenburg | Contessa Caterina Polissena di Solms-Rödelheim-Assenheim              |  |  |       |  |  |                                       |  |  |                                         |  |
| Principe Alessandro d'Assia e del Reno    |                                   | Contessa Maria Luisa Albertina di Leiningen-Dagsburg-Falkenburg |                                                                       |  |  |       |  |  |                                       |  |  |                                         |  |
|                                           | Carlo Federico, Granduca di Baden | Federico, Principe Ereditario di Baden-Durlach                  |                                                                       |  |  |       |  |  |                                       |  |  |                                         |  |
|                                           | Carlo Federico, Granduca di Baden | Federico, Principe Ereditario di Baden-Durlach                  |                                                                       |  |  |       |  |  |                                       |  |  |                                         |  |
|                                           | Carlo Federico, Granduca di Baden | Principessa Amalia di Nassau-Dietz                              |                                                                       |  |  |       |  |  |                                       |  |  |                                         |  |
| Carlo Luigi, Principe Ereditario di Baden | Carlo Federico, Granduca di Baden |                                                                 |                                                                       |  |  |       |  |  |                                       |  |  |                                         |  |
|                                           |                                   | Principessa Carolina Luisa d'Assia-Darmstadt                    | Luigi VIII, Langravio d'Assia-Darmstadt                               |  |  |       |  |  |                                       |  |  |                                         |  |
|                                           |                                   | Principessa Carolina Luisa d'Assia-Darmstadt                    | Luigi VIII, Langravio d'Assia-Darmstadt                               |  |  |       |  |  |                                       |  |  |                                         |  |
|                                           |                                   | Principessa Carolina Luisa d'Assia-Darmstadt                    | Contessa Carlotta di Hanau-Lichtenberg                                |  |  |       |  |  |                                       |  |  |                                         |  |
| Principessa Guglielmina di Baden          |                                   | Principessa Carolina Luisa d'Assia-Darmstadt                    |                                                                       |  |  |       |  |  |                                       |  |  |                                         |  |
|                                           |                                   | Luigi IX, Langravio d'Assia-Darmstadt                           | Luigi VIII, Langravio d'Assia-Darmstadt                               |  |  |       |  |  |                                       |  |  |                                         |  |
|                                           |                                   | Luigi IX, Langravio d'Assia-Darmstadt                           | Luigi VIII, Langravio d'Assia-Darmstadt                               |  |  |       |  |  |                                       |  |  |                                         |  |
|                                           |                                   | Luigi IX, Langravio d'Assia-Darmstadt                           | Contessa Carlotta di Hanau-Lichtenberg                                |  |  |       |  |  |                                       |  |  |                                         |  |
| Langravia Amalia d'Assia-Darmstadt        |                                   | Luigi IX, Langravio d'Assia-Darmstadt                           |                                                                       |  |  |       |  |  |                                       |  |  |                                         |  |
|                                           |                                   | Contessa Palatina Carolina di Zweibrücken                       | Cristiano III, Conte Palatino di Zweibrücken                          |  |  |       |  |  |                                       |  |  |                                         |  |
|                                           |                                   | Contessa Palatina Carolina di Zweibrücken                       | Cristiano III, Conte Palatino di Zweibrücken                          |  |  |       |  |  |                                       |  |  |                                         |  |
|                                           |                                   | Contessa Palatina Carolina di Zweibrücken                       | Contessa Carolina di Nassau-Saarbrücken                               |  |  |       |  |  |                                       |  |  |                                         |  |
|                                           |                                   | Contessa Palatina Carolina di Zweibrücken                       |                                                                       |  |  |       |  |  |                                       |  |  |                                         |  |